# Child-Pugh分類
Child-Pugh分類（チャイルド－ピューぶんるい。またはChild-Turcotte-Pugh分類、単にChild分類とも）は、医学において、主に肝硬変などの慢性肝疾患の予後を評価する為の評価方法である。元来は手術中の死亡率の予測に使われていたが、現在では予後だけでなく、必要な治療強度や肝移植の必要性の判断にも使われている。

## 点数化
このスコアは、肝疾患の5つの臨床指標を用いている。各指標は1～3で評価され、3が最も重度の異常を示す。
Child-Pughスコアの算出には、プロトロンビン時間または国際標準比（INR）の何れかを使用すべきであり、両方を使用する事は出来ない。 
| 測定項目                       | 1点        | 2点                        | 3点                        |
| ------------------------------ | ---------- | -------------------------- | -------------------------- |
| 総ビリルビン値, μmol/L (mg/dL) | < 34 (< 2) | 34–50 (2–3)                | > 50 (> 3)                 |
| 血清アルブミン値, g/dL         | > 3.5      | 2.8–3.5                    | < 2.8                      |
| プロトロンビン時間延長, 秒     | < 4.0      | 4.0–6.0                    | > 6.0                      |
| INR                            | < 1.7      | 1.7–2.3                    | > 2.3                      |
| 腹水                           | なし       | 軽度(薬剤による抑制を含む) | 中等度～重度(難治性を含む) |
| 肝性脳症                       | なし       | Grade I–II                 | Grade III–IV               |

原発性硬化性胆管炎（PSC）および原発性胆汁性胆管炎（PBC）では、これらの疾患では共役ビリルビン値が高いことを反映して、ビリルビンの基準値を変更した修正Child Pugh分類を使用する場合もある。1点の上限値は68μmol/L（4mg/dL）、2点の上限値は170μmol/L（10mg/dL）である。

## 解釈
慢性肝疾患は、上記のスコアを加算してChild-PughクラスA～Cに分類される。
| 点数  | 分類 | 1年生存率 | 2年生存率 |
| ----- | ---- | --------- | --------- |
| 5–6   | A    | 100%      | 85%       |
| 7–9   | B    | 80%       | 60%       |
| 10–15 | C    | 45%       | 35%       |

## 歴史
外科医で門脈圧亢進症の専門家であるミシガン大学のCharles Gardner Child（1908-1991）は、Turcotteと共同で、1964年に肝疾患の教科書の中で初めてスコアリングシステムを提案した。Child-Pughスコアは、1972年にPughらが食道静脈瘤からの出血に対する外科治療の報告の中で修正を加えたものである。PughらはChildの基準である栄養状態をプロトロンビン時間（INR）に置き換え、各変数に1～3のスコアをつけた。